# Delbert McClinton
Delbert McClinton (Lubbock, Texas, EUA, 4 de novembre de 2020) és un compositor i intèrpret estatunidenc de blues i country, el qual a més de cantar, també toca fins a tres instruments en les seves peces musicals.

## Guardons
| Any  | Premi  | Àlbum                    | Categoria                         | Ref |
| ---- | ------ | ------------------------ | --------------------------------- | --- |
| 2020 | Grammy | Tall, Dark, and Handsome | Millor àlbum de blues tradicional |     |